# Casa de Contratação das Índias
A Casa de Contratação (em castelhano "Casa de Contratación") foi uma empresa monopolista estatal espanhola. Tinha como função administrar as atividades comerciais espanholas no Novo Mundo e a arrecadação de impostos, para melhor controlar o comércio colonial.
Teve sede inicialmente em Sevilha e, posteriormente, em Cádis. Na América Espanhola tinha filiais em Veracruz (atual México), Porto Belo (atual Panamá) e Cartagena das Índias (atual Colômbia).

## História

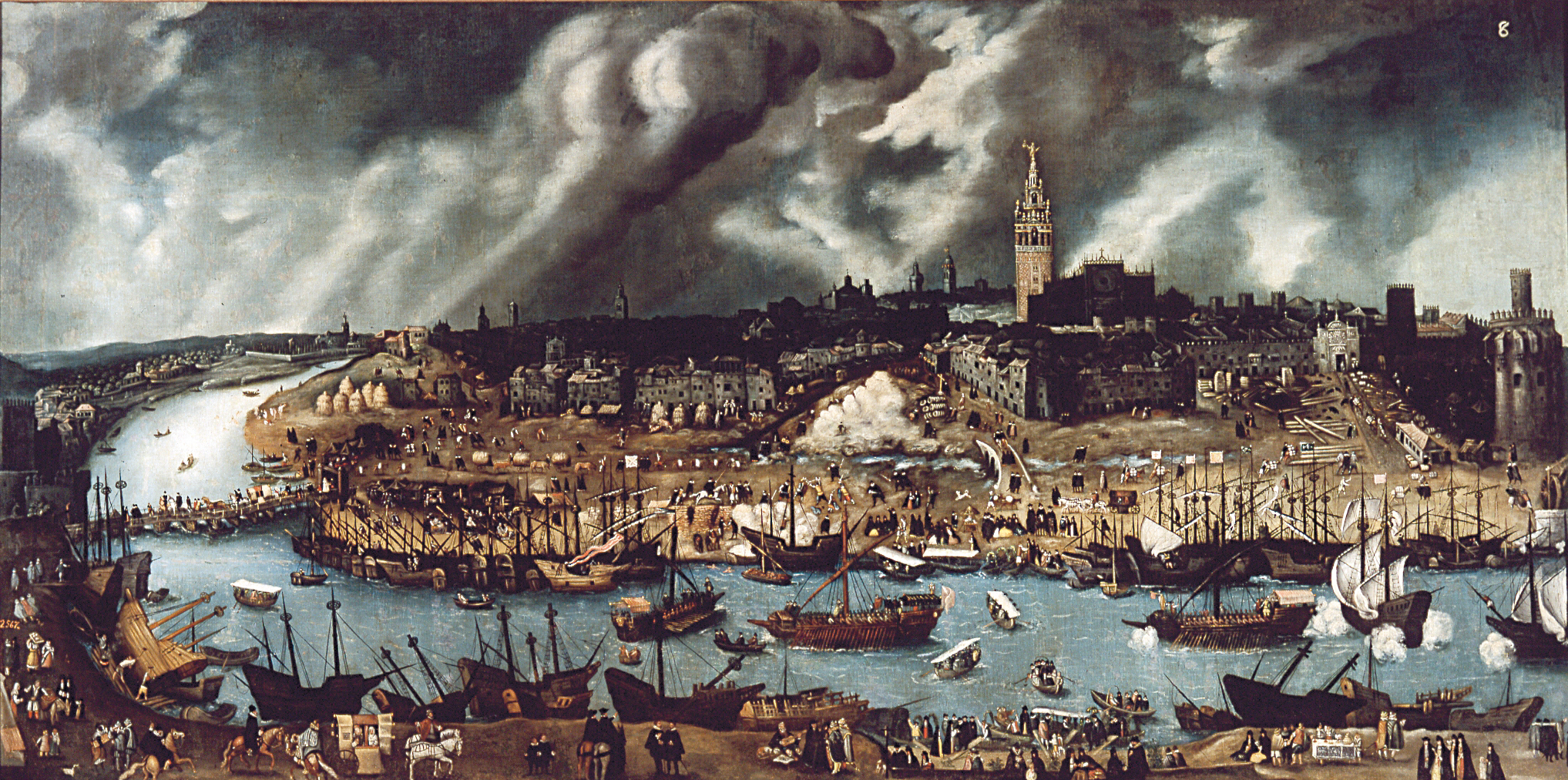
Sevilha, por Alonso Sánchez Coello.

O descobrimento da América em 1492 foi muito significativo para a Coroa Espanhola, e particularmente para a cidade de Sevilha, que se converteria no primeiro porto de saída europeu até a América. A cidade veio a beneficiar-se da instituição do Regime de Porto Único, que visava controlar a entrada de metais preciosos, coibir o contrabando, e combater os piratas e corsários que então infestavam o oceano Atlântico em busca daquelas riquezas. Em finais do século XVI, tendo a sua população ultrapassado a cifra de 100.000 habitantes (a maior do país), a cidade era um dos principais portos castelhanos no comércio com a Inglaterra, a Flandres e Génova, uma metrópole com consulados de todos os países da Europa, frequentada por comerciantes de todo o continente. 
Ao Serviço da Coroa espanhola, D. Álvaro de Bragança, fundou em Sevilha a "Casa de Contratación", visando administrar a exploração e colonização da América. Aí se organizavam as Armadas, e contabilizavam as riquezas que chegavam do Novo Mundo.
Atualmente é o Arquivo Geral das Índias.